# Мой любимый чемпион
«Мой люби́мый чемпио́н» — российский семейный приключенческий фильм с Екатериной Вилковой, Егором Бероевым, Ильёй Любимовым и Людмилой Артемьевой в главных ролях. Вышел в российский прокат 27 июня 2024 года.

## Сюжет
В центре сюжета фильма — 13-летняя Саша и её самый лучший друг, конь Джонатан. Раньше Джонатан принадлежал отцу Саши, а сейчас мама хочет продать его, ведь содержание коня — недешёвое удовольствие. Девочка же готова на всё, чтобы сохранить коня, и её бабушка тоже. Им предстоит долгий путь, ведущий к новым открытиям и большим победам.

## В ролях
- Василиса Коростышевская — Саша
- Екатерина Вилкова — мама Саши
- Людмила Артемьева — бабушка Саши
- Егор Бероев — отец Саши
- Илья Любимов — возлюбленный мамы Саши
- Екатерина Федулова — подруга мамы Саши
- Виталий Хаев — владелец конюшни
- Олег Савостюк — Кирилл
- Дмитрий Колчин — покупатель коня
- Татьяна Орлова — учительница Саши
- Михаил Богдасаров — заведующий кардиологическим отделением

## Производство
Кастинг на главную роль прошли более двухсот девочек-подростков.

«Кастинг проходил долго, даже мучительно, потому что выбор главной героини — это очень серьезно. Для нас это был вызов, ведь нужна была не только юная талантливая актриса, но и человек, который умеет, прежде всего, хорошо обращаться с лошадьми. Для нашей истории — это краеугольный камень, одной актерской игры было бы просто недостаточно», — рассказал режиссёр фильма Александр Данилов.
Самый быстрый кастинг прошёл на роль бабушки главной героини — её исполнила Людмила Артемьева. По словам продюсеров, актриса «безоговорочно обошла всех конкурентов». Перед началом съёмок с актёрами несколько месяцев занимались каскадёры и тренеры по конкуру. Кроме того, известно, что на съёмочной площадке присутствовал цирковой консультант. Фильм создан кинокомпанией «Гала Медиа», продюсерской компанией «Русь» и «АП Интертеймент», при поддержке Министерства культуры Российской Федерации и Федерации конного спорта России.
По информации очевидцев, во время съёмок фильма над лошадью издевались: дёргали за ноги, заставляли падать на спину, и теперь, по их словам, это глубоко травмированное животное, как физически, так и психологически. В Федерации конного спорта заявили что лошадь была каскадерской и не пострадала во время съемок.

## Маркетинг
Тизер-трейлер фильма был впервые опубликован в интернете в начале апреля 2024 года.